# Liste der Straßen im Kölner Stadtteil Marienburg
Die folgende Liste enthält die Straßen und Plätze auf dem Gebiet des Kölner Stadtteils Marienburg im Stadtbezirk Rodenkirchen.
| Straße                           | Anlagezeitpunkt        | Anmerkungen |
| -------------------------------- | ---------------------- | --- |
| Ahrweilerstraße                  | 1901–1902              | Benannt nach der rheinland-pfälzischen Ortschaft Ahrweiler. |
| Am Südpark                       | 1900                   | Den Südpark halbkreisförmig umschließende Straße. Allee unter Denkmalschutz. |
| An der Alteburger Mühle          | 1900                   | Bis 1962 Teil der Alteburger Straße, zuvor andere Nummerierung. Benannt nach der Alteburger Mühle. Um 1930 Errichtung von Stützmauern entlang der Straße.:XL |
| Andernacher Straße               | 1901–1902              | Benannt nach der rheinland-pfälzischen Stadt Andernach. |
| Auf dem Römerberg                | 1927                   | Angelegt auf Initiative von Georg Falck.:XL |
| Bayenthalgürtel                  | 1898–1899              | 1903 Anlegung der Allee nach Plänen von Hermann Josef Stübben. Teil des Kölner Gürtels und Grenze zwischen den Stadtteilen Marienburg und Bayenthal. 1925 teilweise Umnummerierung. Allee unter Denkmalschutz. |
| Bonner Straße                    |                        | Bis auf die römische Zeit zurückgehende Verbindungsstraße zwischen Köln und Bonn. |
| Brohler Straße                   | 1898–1899              | Benannt nach der rheinland-pfälzischen Ortschaft Brohl. Allee unter Denkmalschutz. |
| Eugen-Langen-Straße              | 1901–1902              | Benannt nach Eugen Langen (1833–1895), Gründer des Unternehmens Pfeifer & Langen. 1925 Umnummerierung der geraden Hausnummern. |
| Germanicusstraße                 | 1898–1899              | Benannt nach dem römischen Feldherr Nero Claudius Germanicus. |
| Godesberger Straße               | 1901–1902              | Benannt nach dem Bonner Stadtbezirk Bad Godesberg. |
| Goethestraße                     | 1900–1901              | „Magistrale“ der Marienburger Straßen, die sich im Südpark als Weg fortsetzt. Allee und Platzgestaltung/Grünanlage zwischen Mehlemer Straße und Südpark unter Denkmalschutz. |
| Hoffmann-von-Fallersleben-Straße | 1901–1902              | Benannt nach dem Germanisten und Dichter August Heinrich Hoffmann von Fallersleben (1798–1874). |
| Im Römerkastell                  | 1980                   | Benannt nach der Lage im Flottenkastell Alteburg. |
| Kastanienallee                   | Um 1878                | Allee unter Denkmalschutz. |
| Leyboldstraße                    | Um 1878                | Benannt nach Ernst Leybold (1824–1907), wesentlicher Förderer der Entwicklung Marienburgs. 1925 Umnummerierung der ungeraden Hausnummern. Allee unter Denkmalschutz. |
| Lindenallee                      | 1885–1902              | 1925 Umnummerierung der ungeraden Hausnummern. Allee unter Denkmalschutz. |
| Marienburger Straße              | 1873–1874              | Zunächst Neue Straße, 1878–1891 Rathausstraße. 1925 Umnummerierung. Allee unter Denkmalschutz. |
| Mehlemer Straße                  | 1898–1899              | Benannt nach dem Bonner Ortsteil Mehlem. 1925 teilweise Umnummerierung. |
| Militärringstraße                | 1872 ff.               | Angelegt als Teil des Festungsrings. Bis 1909 Ringstraße. Teil der Bundesstraße 51. |
| Oberländer Ufer                  | 1898–1900 (als Straße) | 1890/91 Bau der Promenade und Werftanlagen nach einem Entwurf von Hermann Josef Stübben. Zunächst als Leinpfad bezeichnet, dann teilweise als Uferweg und Kölnstraße. 1903 Umnummerierung. 1952 verändert wiederaufgebaut mit Neubepflanzung. Teilabschnitt der Rheinuferbahn. Uferpromenade, Geländer, Werftanlagen und Allee unter Denkmalschutz. |
| Parkstraße                       | 1873–1874              | 1913 und 1915 Umnummerierungen. |
| Pferdmengesstraße                | 1897–1898              | Bis 1964/65 Teilabschnitt der Goltsteinstraße, zuvor andere Nummerierung. Benannt nach dem Bankier und Politiker Robert Pferdmenges (1880–1962). Allee unter Denkmalschutz. |
| Remagener Straße                 | 1901–1902              | Benannt nach der rheinland-pfälzischen Stadt Remagen. |
| Robert-Heuser-Straße             | 1900–1901              | Benannt nach dem Stadtverordneten und Kommerzienrat Robert Heuser (1837–1898). 1925 Umnummerierung. |
| Rondorfer Straße                 | 1901–1902              | Benannt nach der ehemaligen Gemeinde Rondorf, zu der Marienburg bis 1888 gehörte. Allee unter Denkmalschutz. |
| Schillingsrotter Platz           | 1901–1902              | Baumbestandene Rasenfläche auf dreieckigem Grundriss. Benannt nach dem Gut Schillingsrott in Rodenkirchen. Grünanlage/Platzgestaltung unter Denkmalschutz. |
| Schillingsrotter Weg             |                        | Aus einem früher bis nach Rodenkirchen führenden Feldweg entstanden. Benannt nach dem Gut Schillingsrott in Rodenkirchen. |
| Tiberiusstraße                   | Um 1884                | Benannt nach dem römischen Kaiser Tiberius. |
| Unter den Ulmen                  | Um 1850                | Angelegt als Hofzufahrt des Guts Marienburg. Bis 1979/80 Ulmenallee. Allee unter Denkmalschutz. |
| Von-Groote-Straße                | 1900–1901              | Platzartige Straßenerweiterung mit regelmäßigen Baumpflanzungen. Benannt nach der Familie von Groote, die ab dem 16. Jahrhundert in Köln wirkte. Bis 1909 Pallenbergstraße. Platzgestaltung/Grünanlage unter Denkmalschutz. |
| Wolfgang-Müller-Straße           | 1915–1916              | Geplant um 1912. Benannt nach dem Dichter und Politiker Wolfgang Müller von Königswinter. |